# Edestina
L'edestina (dal greco "edestós", cioè "edibile") è una proteina globulare vegetale esamerica contenuta nei semi di canapa indiana, cotone, zucca e altre piante. È una globulina ricca di acido glutammico e di acido aspartico e povera in lisina. In biochimica è usata per il dosaggio della pepsina.